# Meg Donnelly
Meg Elizabeth Donnelly (New York, 2000. július 25. –) amerikai színésznő.
Legismertebb alakítása Addison a 2018-as Zombik és a 2020-as Zombik 2. című filmekben. Az Anyaság túlsúlyban című sorozatban is szerepelt.

## Fiatalkora
Donnelly New York-ban született ott is nőtt fel. Nincsenek testvérei.  A New Jersey-i Annie Playhouse előadóművészeti iskolájában kezdte el hang-, tánc- és színészképzést hatéves korában. Kiemelt énekesként szerepelt a Kids of the Arts, a Broadway Kids és a Time To Shine produkcióiban New Yorkban.

## Pályafutása
Donnelly Ash szerepében szerepelt a 2013-as Netflix-és Team Toon sorozatban. Ő volt a Clean and Clear 2015-ben megrendezett Awesward to Awesome kampányának amerikai arca, ő alakította Mary szerepét a Trevor: The Musical színházi előadásában. Donnelly a 2017-es SOHO Nemzetközi Filmfesztiválon bemutatott The Broken Ones című játékfilmben is feltűnt.
Donnelly 2016 óta Taylor Otto szerepében szerepel az ABC-s az Anyaság túlsúlyban. 2018. augusztus 5-én Donnelly kiadta első kislemezét, a "Smile"-t. 2019. március 1-én kiadta második kislemezét, a "Digital Love"-t.
Ő volt Addison a Disney Channel filmjében, a Zombikban. 2019 februárjában bejelentették a Zombik folytatását a Zombik 2. filmet.

## Filmográfia

### Film
| Év   | Magyar cím                                                  | Eredeti cím                                            | Szerep                           | Magyar hang            |
| ---- | ----------------------------------------------------------- | ------------------------------------------------------ | -------------------------------- | ---------------------- |
| 2017 |                                                             | The Broken Ones                                        | Lilly Kelly                      |                        |
| 2023 | Szuperhősök Légiója                                         | Legion of Super-Heroes                                 | Kara Zor-El / Supergirl (hangja) | Hermann Lilla[forrás?] |
| 2024 | Az Igazság Ligája: Végtelen Világok Válsága – Első rész     | Justice League: Crisis on Infinite Earths – Part One   | Kara Zor-El / Supergirl (hangja) | Kis-Kovács Luca        |
| 2024 | Az Igazság Ligája: Végtelen Világok Válsága – Második rész  | Justice League: Crisis on Infinite Earths – Part Two   | Kara Zor-El / Supergirl (hangja) | Kis-Kovács Luca        |
| 2024 | Az Igazság Ligája: Végtelen Világok Válsága – Harmadik rész | Justice League: Crisis on Infinite Earths – Part Three | Kara Zor-El / Supergirl (hangja) | Kis-Kovács Luca        |

### Televízió
| Év        | Magyar cím                                | Eredeti cím                                  | Szerep                 | Megjegyzések                                   |
| --------- | ----------------------------------------- | -------------------------------------------- | ---------------------- | ---------------------------------------------- |
| 2013      |                                           | Celebrity Ghost Stories                      | Jacklyn                | 1 epizód                                       |
| 2013      |                                           | Team Toon                                    | Ash                    | főszereplő                                     |
| 2015–2016 |                                           | What Would You Do?                           | több szerep            | 3 epizód                                       |
| 2016–2021 | Anyaság túlsúlyban                        | American Housewife                           | Taylor Otto            | - főszereplő - magyar hangja: - Ruszkai Szonja |
| 2018      | Zombik                                    | Zombies                                      | Addison                | - tévéfilm - magyar hangja: - Csifó Dorina     |
| 2020      | Zombik 2.                                 | Zombies 2                                    | Addison                | - tévéfilm - magyar hangja: - Csifó Dorina     |
| 2020      | Marvel Pókember                           | Spider-Man                                   | Scream (hangja)        | 1 epizód                                       |
| 2021      | Kikiwaka tábor                            | Bunk'd                                       | Priscilla Preston      | 1 epizód                                       |
| 2022      | High School Musical: A musical: A sorozat | High School Musical: The Musical: The Series | Val                    | mellékszereplő                                 |
| 2022      | Zombik 3.                                 | Zombies 3                                    | Addison Wells          | - tévéfilm - magyar hangja: - Csifó Dorina     |
| 2022–2023 | Winchesterék                              | The Winchesters                              | Mary Campbell          | főszereplő                                     |
| 2023–     | A zombik visszatérnek                     | Zombies: The Re-Animated Series              | Addison Wells (hangja) | - főszereplő - magyar hangja: - Csifó Dorina   |
| 2025      | Csibiverzum                               | Chibiverse                                   | Addison Wells (hangja) | 1 epizód                                       |
| 2025      |                                           | The Masked Singer                            | önmaga                 | versenyző                                      |
| 2025      | Zombik 4.: Vámpírok hajnala               | Zombies 4: Dawn of the Vampires              | Addison Wells          | - tévéfilm - magyar hangja: - Csifó Dorina     |

## Fordítás
- Ez a szócikk részben vagy egészben  a   Meg Donnelly című angol Wikipédia-szócikk fordításán alapul.  Az eredeti cikk szerkesztőit annak laptörténete sorolja fel. Ez a jelzés csupán a megfogalmazás eredetét és a szerzői jogokat jelzi, nem szolgál a cikkben szereplő információk forrásmegjelöléseként.